# Берёзовка (Кормянский район)
Берёзовка (бел. Бярозаўка) — деревня в Барсуковском сельсовете Кормянского района Гомельской области Беларуси.

## Административное устройство
До 11 января 2023 года входила в состав Каменского сельсовета. В связи с объединением Каменского и Барсуковского сельсоветов Кормянского района Гомельской области в одну административно-территориальную единицу — Барсуковский сельсовет, включена в состав Барсуковского сельсовета.

## География

### Расположение
В 15 км на северо-запад от Кормы, в 48 км от железнодорожной станции Рогачёв (на линии Могилёв — Жлобин), в 100 км от Гомеля.

### Гидрография
На реке Гутлянка (приток реки Днепр); на западе мелиоративные канал, соединённый с рекой Гутлянка.

## Транспортная сеть
Транспортные связи по просёлочной дороге, затем автомобильной дороге Славгород — Довск. Планировка состоит из 2 соединённых переулком частей: восточной (к улице, ориентированной с юго-запада на северо-восток, присоединяются перпендикулярно 2 короткие, параллельные между собой улицы)и западной (Г-образная улица ориентирована с юго-запада на северо-восток). Застройка редкая, преимущественно двусторонняя, деревянная усадебного типа.

## История
Около деревни находится курганный могильник (3 насыпи, в 1,5 км на юг от деревни). Согласно письменным источникам известна с начала XVIII века как селение в Речицком повете Минского воеводства Великого княжества Литовского. Согласно инвентаря 1704 года 1 дым, в 1726 году 3 дыма, в 1765 году 16 дымов. После 1-го раздела Речи Посполитой (1772 год) в составе Российской империи. С 1884 года действовал хлебозапасный магазин. Согласно переписи 1897 года в Кормянской волости Рогачёвского уезда Могилёвской губернии. Сохранилась построенный в 1905 году ветряная мельница (сейчас памятник традиционного промышленного зодчества). В этом же году открыта школа, которая разместилась в наёмном крестьянском доме.
В 1929 году организован колхоз. В 1962 году к деревне присоединён посёлок Топкий Лог. В составе колхоза «Октябрь» (центр — деревня Кучин).

## Население

### Численность
- 2004 год — 32 хозяйства, 58 жителей.

### Динамика
- 1704 год — 1 дым.
- 1726 год — 3 дыма.
- 1765 год — 16 дымов.
- 1897 год — 60 дворов, 392 жителя (согласно переписи).
- 1909 год — 68 дворов, 466 жителей.
- 1959 год — 227 жителей (согласно переписи).
- 2004 год — 32 хозяйства, 58 жителей.